# 煤矿街道
煤矿街道，是中华人民共和国河北省张家口下花园区下辖的一个乡镇级行政单位。

## 行政区划
煤矿街道下辖以下地区：
新建街社区、新立街社区、新开街社区和后洼街社区。

## 历史
煤矿街道办事处成立于1982年，1999年原下花园煤矿政策性破产后成为待移交单位，一直由张家口矿业集团代管。
根据国务院国资委、民政部、财政部、住建部等国家有关部门和河北省企业办社会分离移交领导小组有关文件通知要求，要全面推进企业办社会职能分离移交工作，2018年底前必须完成移交工作。2019年1月2日下午，煤矿街道办事处移交给下花园区。 